# Volcán Casitagua
El Casitagua es un volcán extinto ubicado al norte de Quito, a la altura de Pomasqui. Cuenta con poblaciones alrededor de su cráter y con vegetación predominantemente gramínea.

## Descripción
El Volcán Casitagua es una caldera volcánica abierta hacia el norteoeste y con un diámetro aproximado de 2.5 a 3 km. posee dos cerros de escoria hacia el sur, uno de ellos denominado Lulunurco. Dentro de la caldera se levanta un domo de erupción. En este domo se han identificado también algunas coladas de lava. El volcán Casitagua posee dentro de su caldera un gran domo central a semejanza con el volcán Pululahua, otros domos pequeños se aprecian tanto al sur dentro de la caldera como fuera de esta. La caldera se abre hacia el occidente y noroccidente.

## Ubicación
El casitagua está ubicado a 10 km al norte de Quito, es visible desde el norte de esta ciudad, desde la zona de Carcelén, así como dos conos de escoria al sur de la caldera.